# 东姑哈山纳
东姑哈山纳·依布拉欣·阿兰·沙·伊卜尼·苏丹阿都拉·利亚乌丁·阿慕斯达法·比拉·沙（1995年9月17日—），是彭亨王室成員，現為彭亨王储，曾任彭亨摄政王。其父為马来西亚前任最高元首兼彭亨苏丹阿都拉，而其母則為前任最高元首后兼彭亨苏丹后东姑阿兹莎阿米娜。

## 早期生活
东姑哈山纳·依布拉欣·阿兰·沙於1995年9月17日出生於彭亨州关丹东姑雅富珊医院，為時任彭亨王儲东姑阿都拉與东姑阿兹莎阿米娜的第二子（第四個孩子），為其母东姑阿兹莎阿米娜经历16次体外人工受孕和胞浆精子注射，以及6次流产後所生的首個孩子。由於东姑哈山纳的長兄东姑阿末·依斯干达·沙（Tengku Ahmad Iskandar Shah）在1990年7月24日出生後隨即夭折，东姑哈山纳在出生後隨即成為东姑阿都拉的繼承人。其母东姑阿兹莎阿米娜因自身生下东姑哈山纳的經歷而在2004年8月創立东姑阿兹莎试管受孕基金会，以幫助不孕不育的夫妇產子。

## 教育
东姑哈山纳在關丹的聖多默國民小學完成小學學業，並在英国卡迪科特學校與謝爾本學校分別完成初中與高中學業。东姑哈山纳其後於日內瓦外交與國際關係學院就讀，並得到國際關係學士學位。东姑哈山纳自2022年9月13日起於新加坡国立大学李光耀公共政策学院攻讀研究生。

## 彭亨东姑邦里玛勿刹
东姑哈山纳在2018年6月18日受其祖父時任彭亨苏丹阿末沙冊封為东姑邦里玛勿刹（Tengku Panglima Besar）。

## 軍事生涯
作為彭亨王位繼承人，东姑哈山纳於2019年在英國桑赫斯特皇家军事学院接受為期44星期的軍事訓練。东姑哈山纳在該年12月13日與另外242個學員一同在當日舉行的閲兵式中畢業，而當日的閲兵式由威塞克斯伯爵夫人蘇菲代表英女皇伊丽莎白二世主持。
2020年1月21日，东姑哈山纳與其養兄东姑阿米纳西獲其父苏丹阿都拉頒授军阶，其中东姑哈山纳獲頒授少尉军阶，而东姑阿米纳西则獲頒授中校军阶。
东姑哈山纳在完成軍事訓練與教育後獲編入基地位於彭亨州的皇家马来兵团第十二營第四機械化步兵旅。

## 彭亨王儲
东姑哈山纳在2019年1月29日獲冊封為彭亨王儲及彭亨攝政王，在其父苏丹阿都拉的5年最高元首任期期間出任彭亨攝政王，代替其父在彭亨執政。
傳統冊封儀式在當日於彭亨州北根阿布峇卡皇宮宝座室舉行，东姑哈山纳在其父母、其他家人和國家要人面前宣誓就職和效忠。兩日後，其父時任彭亨苏丹阿都拉與其母時任彭亨苏丹后东姑阿兹莎阿米娜起駕前往吉隆坡，並即位為馬來西亞最高元首與最高元首后。
东姑哈山纳作為彭亨攝政王的首個公務為在2019年1月31日代表彭亨州出席其父苏丹阿都拉宣誓就職第16任馬來西亞最高元首的典禮。东姑哈山纳亦為2019年7月30日其父苏丹阿都拉的加冕典禮中彭亨州的代表。

## 個人生活
外界視东姑哈山纳追隨其父祖，繼續與居住在彭亨州各地的人民建立良好與更密切的關係。除謙遜友善的個性外，东姑哈山纳亦熱衷於學習與了解彭亨人民的狀況和問題。东姑哈山纳經常花時間巡視州內，以與人民更為親近。

## 榮譽
- 彭亨 : 
  -  彭亨王室一級勳章（英语：Family Order of the Crown of Indra of Pahang）（2019年1月29日獲授勳）[14]
  -  拿督斯里蘇丹阿末沙效忠斯里勳章（2016年10月24日獲授勳）[15]
  -  拿督英迪拉彭亨王冠斯里勳章（SIMP）